# Métro léger de Belgrade
BELAM (serbe en écriture cyrillique : БЕЛАМ; serbe : Београдски лаки метро / Beogradski laki metro, "Métro léger de Belgrade") est un projet de système de métro léger de 3 lignes, destiné à soulager Belgrade des embouteillages, de plus en plus nombreux dans la capitale serbe. Initialement prévue en 2012, l'ouverture du premier tronçon a été repoussée en 2017. Cependant les travaux commenceront en 2020 avec la construction de 2 lignes de métro sur les 3 initialement prévues.

## Historique
Si l'idée de construire un réseau de métro à Belgrade remonte à 1972, les événements politiques des années 1990 et les difficultés de financement mettent fin au projet. En 2001, les autorités municipales de la ville relancent le débat en faveur d'un métro léger. Le début des travaux est fixé à 2008 pour une ouverture d'un premier tronçon quatre ans plus tard. Cependant, malgré 4,9 millions d'euros dépensés, les travaux sont toujours au point mort début 2009.
En novembre 2011, la France et la Serbie signent un accord confiant à la société Alstom la construction de la première ligne du métro de Belgrade d'ici 2017.

## Aperçu général

### Ligne 1 – Ligne Centrale
La ligne 1 – ligne Centrale (serbe : Централна линија / Centralna linija) est actuellement en construction. Une fois terminée, elle aura une longueur de 12,5 km et desservira 20 stations, dont huit souterraines.
Les stations de la ligne :
- Tvornička St. (terminus)
- TC Novi Beograd
- Opština Novi Beograd (Conseil de Novi Beogra)
- Bulevar Umetnosti
- Arena 1
- Proleterske solidarnosti (correspondance avec la future ligne 3)
- Šest Kaplara
- Varoš Kapija
- Akademija (station optionnelle, dépendant du financement)
- Trg Republike (place de la République)
- Trg Nikole Pašića (place Nikola Pašić)
- Pošta
- Pravni fakultet (correspondance avec la future ligne 2)
- Vukov spomenik (correspondance avec les trains Beovoz)
- Đeram
- Lion
- Cvetkova pijaca
- Olimp
- Kluz
- Ustanička St. (terminus)

### Ligne 2 – Ligne Vračar
La ligne 2 – ligne Vračar (serbe : Врачарска линија / Vračarska linija) croisera la ligne 1 à la station Pošta. De là, elle rejoindra Slavija et Prokop (future gare principale de Belgrade) sur un tronçon entièrement souterrain. Elle traversera ensuite la foire de Belgrade et l'hippodrome. Les stations prévues sont les suivantes :
- Pravni fakultet (terminus, et correspondance avec la ligne 1)
- Slavija
- Klinički centar
- Prokop (correspondance avec les trains de banlieue Beovoz et les chemins de fer serbes)
- Sajam (foire de Belgrade)
- Hipodrom - Topčider (terminus, et correspondance avec la future ligne 3))

### Ligne 3 – Ligne Sava
La ligne 3 - ligne Sava (serbe : Савска линија / Savska linija) démarrera de Novi Beograd, de la station Proleterske solidarnosti où une correspondance existera avec la ligne 1. Elle desservira Sava. Les stations prévues sont les suivantes :
- Proleterske solidarnosti (terminus, et correspondance avec la ligne 1)
- Arena 2
- Gare de Novi Beograd (correspondance avec les trains de banlieue Beovoz et les chemins de fer serbes)
- Ada Ciganlija
- Hipodrom - Topčider (correspondance avec la ligne 2)
- Banovo brdo
- Blagoja Parovića
- Požeška (terminus)